# الاشتراكية في إيران
الاشتراكية في إيران أو الاشتراكية الإيرانية هي مجموعة من الحركات والأيديولوجيات والمدارس السياسية في إيران والتي بدأت في القرن العشرين وتشمل الأحزاب السياسية المختلفة في البلاد. شهدت إيران فترة قصيرة من اشتراكية العالم الثالث في ذروة حزب توده بعد تنازل رضا شاه عن الحكم لابنه محمد رضا بهلوي (على الرغم من عدم وصول الحزب إلى السلطة مطلقاً). بعد فشله في الوصول إلى السلطة، تمَّ استبدال هذا الشكل من الاشتراكية بالقومية الإيرانية التي تبنَّاها مصدق والمتمثِّلة بحزب الجبهة الوطنية باعتباره القوة الرئيسية المناهضة للملكية في إيران، ووصل إلى السلطة وظلَّ فيها بين عامي (1949-1953)، وظلَّ بتلك القوة حتى في المعارضة (بعد الإطاحة بحكومة مصدق) حتى اندلاع الثورة الإسلامية الإيرانية عام 1979، وظهور الإسلاموية. ومنذ ذلك الحين، اتجه حزب توده نحو الشيوعية الاشتراكية المبكِّرة.